# A Kaposvári Rákóczi FC 2005–2006-os szezonja
A Kaposvári Rákóczi FC 2005–2006-os szezonja szócikk a Kaposvári Rákóczi FC első számú férfi labdarúgócsapatának egy szezonjáról szól, mely sorozatban a 2., összességében pedig a 7. idénye a csapatnak a magyar első osztályban. A klub fennállásának ekkor volt a 82. évfordulója.

## Mérkőzések
| Színmagyarázat | Színmagyarázat |
| -------------- | -------------- |
|                | Győzelem.      |
|                | Döntetlen.     |
|                | Vereség.       |

### Borsodi Liga 2005–06

#### Őszi fordulók
| 1. forduló 2005. július 30. 19:00 |

| Pécsi MFC                                                   | 2 – 1   | Kaposvári Rákóczi                       |
| ----------------------------------------------------------- | ------- | --------------------------------------- |
| Balaskó 17' 25' (11-esből) Szabados 41' Berdó 52' Sipos 89' | (2 – 0) | Szakály 77' Andruskó 3' Kovácsevics 59' |

| PMFC Stadion, Pécs Nézőszám: 2 000 Játékvezető: Bede Ferenc (magyar) |

| 2. forduló 2005. október 19. 19:00 |

| Kaposvári Rákóczi                        | 1 – 2   | Debreceni VSC                                               |
| ---------------------------------------- | ------- | ----------------------------------------------------------- |
| Zsolnai 25' Andruskó 61' Kovácsevics 83' | (1 – 2) | Pintér 28' (öngól) Sidibe 30' 83' Kiss 27' Virág 79′, 90+2′ |

| Rákóczi Stadion, Kaposvár Nézőszám: 3 000 Játékvezető: Solymosi Péter (magyar) |

- Elhalasztott mérkőzés.

| 3. forduló 2005. augusztus 20. 17:00 |

| FC Tatabánya                                 | 1 – 0   | Kaposvári Rákóczi                                             |
| -------------------------------------------- | ------- | ------------------------------------------------------------- |
| Márkus 74' (11-esből) Kerényi 8' Dupai 90+1' | (0 – 0) | Zsolnai 6' Balajcza 73' Petrók 77' Máté 80' Kovácsevics 90+1′ |

| Városi Stadion, Tatabánya Nézőszám: 2 500 Játékvezető: Hanacsek Attila (magyar) |

| 4. forduló 2005. augusztus 28. 19:00 |

| Kaposvári Rákóczi                | 2 – 0   | FC Sopron                      |
| -------------------------------- | ------- | ------------------------------ |
| Zsolnai 39' Máté 54' Nagypál 42' | (1 – 0) | Csordás 28' Ibrić 45' Sira 74' |

| Rákóczi Stadion, Kaposvár Nézőszám: 2 500 Játékvezető: Szarka Zoltán (magyar) |

| 5. forduló 2005. szeptember 17. 19:00 |

| Ferencváros                                                | 1 – 1   | Kaposvári Rákóczi                    |
| ---------------------------------------------------------- | ------- | ------------------------------------ |
| Laczkó 63' Tőzsér 30' Botis 45' Lipcsei 62' Balog 67′, 91′ | (0 – 1) | Nagypál 17' Hegedűs 66' Zahorecz 90' |

| Üllői úti stadion, Budapest Nézőszám: 4 666 Játékvezető: Sápi Csaba (magyar) |

| 6. forduló 2005. szeptember 24. 19:00 |

| Kaposvári Rákóczi                | 0 – 0   | Budapest Honvéd          |
| -------------------------------- | ------- | ------------------------ |
| Pintér 42' Zahorecz 61' Máté 76' | (0 – 0) | André Alves 4' Dobos 80' |

| Rákóczi Stadion, Kaposvár Nézőszám: 3 000 Játékvezető: Erdős József (magyar) |

| 7. forduló 2005. október 1. 18:00 |

| Lombard Pápa                        | 0 – 0   | Kaposvári Rákóczi |
| ----------------------------------- | ------- | ----------------- |
| Mutică 20' Facskó 34′ Szkukalek 74′ | (0 – 0) | Nagypál 64'       |

| Perutz Stadion, Pápa Nézőszám: 1 200 Játékvezető: Dubraviczky Attila (magyar) |

| 8. forduló 2005. október 15. 18:00 |

| Kaposvári Rákóczi                                           | 1 – 1   | Zalaegerszegi TE    |
| ----------------------------------------------------------- | ------- | ------------------- |
| Zahorecz 50' (11-esből) 70' Bank 10' Petrók 33' Zsolnai 64' | (0 – 0) | Sabo 55' László 75' |

| Rákóczi Stadion, Kaposvár Nézőszám: 2 500 Játékvezető: Vad II. István (magyar) |

| 9. forduló 2005. október 22. 18:00 |

| FC Fehérvár              | 3 – 0   | Kaposvári Rákóczi |
| ------------------------ | ------- | ----------------- |
| Farkas 42' Božić 59' 90' | (1 – 0) |                   |

| Sóstói Stadion, Székesfehérvár Nézőszám: 4 000 Játékvezető: Fábián Mihály (magyar) |

| 10. forduló 2005. október 29. 18:00 |

| MTK Budapest                           | 2 – 1   | Kaposvári Rákóczi                                  |
| -------------------------------------- | ------- | -------------------------------------------------- |
| Illés 55' Petrók 90' (öngól) Zabos 45' | (0 – 1) | Szakály 14' Kovácsevics 62' Zsolnai 73' Máté 90+1' |

| Hidegkuti Nándor Stadion, Budapest Nézőszám: 1 000 Játékvezető: Dubraviczky Attila (magyar) |

| 11. forduló 2005. november 5. 18:00 |

| Kaposvári Rákóczi   | 1 – 0   | Győri ETO   |
| ------------------- | ------- | ----------- |
| Kardos 66' Mező 87' | (0 – 0) | Lendvai 30' |

| Rákóczi Stadion, Kaposvár Nézőszám: 2 000 Játékvezető: Szarka Zoltán (magyar) |

| 12. forduló 2005. november 19. 17:00 |

| Újpest                                                                           | 4 – 1   | Kaposvári Rákóczi                       |
| -------------------------------------------------------------------------------- | ------- | --------------------------------------- |
| Rajczi 11' Sándor 15' Tóth N. 60' (11-esből) 74' (11-esből) Erős 57' Vanczák 60' | (2 – 1) | Zahorecz 25' (11-esből) 89' Hegedűs 35' |

| Szusza Ferenc Stadion, Budapest Nézőszám: 3 484 Játékvezető: Kassai Viktor (magyar) |

| 13. forduló 2005. november 26. 17:00 |

| Kaposvári Rákóczi                            | 1 – 3   | Diósgyőr                                     |
| -------------------------------------------- | ------- | -------------------------------------------- |
| Zsolnai 83' Mező 37' Hegedűs 55' Szakály 67' | (0 – 2) | Horváth 34' Vitelki 42' Tisza 54' Farkas 77' |

| Rákóczi Stadion, Kaposvár Nézőszám: 1 500 Játékvezető: Makai János (magyar) |

| 14. forduló 2005. december 3. 15:00 |

| Vasas                   | 0 – 2   | Kaposvári Rákóczi                                        |
| ----------------------- | ------- | -------------------------------------------------------- |
| Weitner 86' Gyánó 90+1′ | (0 – 1) | Oláh 41' Zsolnai 53' Vasiljević 18' Finta 60' Maróti 75' |

| Illovszky Rudolf Stadion, Budapest Nézőszám: 1 000 Játékvezető: Hanacsek Attila (magyar) |

| 15. forduló 2005. december 10. 15:00 |

| Kaposvári Rákóczi                                              | 1 – 0   | Rákospalotai EAC               |
| -------------------------------------------------------------- | ------- | ------------------------------ |
| Oláh 28' 79′ Hegedűs 65' Maróti 75' Bank 76' Kovácsevics 90+2' | (1 – 0) | Németh 64' Sallai 79′ Nagy 79′ |

| Rákóczi Stadion, Kaposvár Nézőszám: 2 500 Játékvezető: Szarka Zoltán (magyar) |

#### Tavaszi fordulók
| 16. forduló 2006. február 25. 16:00 |

| Kaposvári Rákóczi                                                | 2 – 2   | Pécsi MFC                                                  |
| ---------------------------------------------------------------- | ------- | ---------------------------------------------------------- |
| Vasiljević 48' Zsolnai 61' Andruskó 13' Kovácsevics 53′ Mező 78' | (0 – 0) | Zahorecz 84' (öngól) Balaskó 87' Pavičević 45′ Kulcsár 52' |

| Rákóczi Stadion, Kaposvár Nézőszám: 2 000 Játékvezető: Makai János (magyar) |

| 17. forduló 2006. március 4. 16:00 |

| Debreceni VSC                                                  | 2 – 1   | Kaposvári Rákóczi                            |
| -------------------------------------------------------------- | ------- | -------------------------------------------- |
| Petrók 51' (öngól) Éger 66' (11-esből) Komlósi 21' Halmosi 89' | (0 – 1) | Szakály 45' Zahorecz 66' Petrók 89′ Máté 90' |

| Oláh Gábor utcai stadion, Debrecen Nézőszám: 6 000 Játékvezető: Vad II. István (magyar) |

| 18. forduló 2006. március 11. 16:00 |

| Kaposvári Rákóczi          | 1 – 1   | FC Tatabánya                   |
| -------------------------- | ------- | ------------------------------ |
| Zsolnai 26' Vasiljević 27' | (1 – 1) | Márkus 12' Balogh 78' Deme 90' |

| Rákóczi Stadion, Kaposvár Nézőszám: 1 500 Játékvezető: Bede Ferenc (magyar) |

| 19. forduló 2006. március 18. 16:00 |

| FC Sopron                                                              | 2 – 0   | Kaposvári Rákóczi                                     |
| ---------------------------------------------------------------------- | ------- | ----------------------------------------------------- |
| Bagoly 22' Horváth 38' Sartor 36' Cigan 50' Rabóczki 78' Csontos 90+2' | (2 – 0) | Pintér 44' Kriston 51' Kovácsevics 58' Vasiljević 71' |

| Káposztás utcai Stadion, Sopron Nézőszám: 3 000 Játékvezető: Kassai Viktor (magyar) |

| 20. forduló 2006. március 25. 15:00 |

| Kaposvári Rákóczi      | 0 – 0   | Ferencváros                    |
| ---------------------- | ------- | ------------------------------ |
| Pintér 62' Zsolnai 66' | (0 – 0) | Tőzsér 24' Botis 56' Lazic 50′ |

| Rákóczi Stadion, Kaposvár Nézőszám: 5 000 Játékvezető: Saskőy Szabolcs (magyar) |

| 21. forduló 2006. április 1. 17:00 |

| Budapest Honvéd | 0 – 2   | Kaposvári Rákóczi               |
| --------------- | ------- | ------------------------------- |
|                 | (0 – 1) | Zsolnai 6' 55' Zahorecz 78' 67' |

| Bozsik József Stadion, Budapest Nézőszám: 3 000 Játékvezető: Solymosi Péter (magyar) |

| 22. forduló 2006. április 8. 17:00 |

| Kaposvári Rákóczi                 | 1 – 0   | Lombard Pápa                                 |
| --------------------------------- | ------- | -------------------------------------------- |
| André Alves 88' Oláh 35' Máté 85' | (0 – 0) | Farkas 17' Simpson 51' Lipták 63′ Müller 86′ |

| Rákóczi Stadion, Kaposvár Nézőszám: 2 000 Játékvezető: Bognár Tamás (magyar) |

| 23. forduló 2006. április 15. 18:00 |

| Zalaegerszegi TE       | 0 – 1   | Kaposvári Rákóczi           |
| ---------------------- | ------- | --------------------------- |
| Kocsárdi 53' Csóka 80' | (0 – 0) | Zahorecz 80' (11-esből) 37' |

| ZTE Aréna, Zalaegerszeg Nézőszám: 3 800 Játékvezető: Török Károly (magyar) |

| 24. forduló 2006. április 22. 18:00 |

| Kaposvári Rákóczi                                                                  | 3 – 0   | FC Fehérvár                     |
| ---------------------------------------------------------------------------------- | ------- | ------------------------------- |
| André Alves 26' Zahorecz 39' (11-esből) Oláh 87' Andruskó 7' Zahorecz 23' Máté 52' | (2 – 0) | Györök 27' Fehér 36' Farkas 53' |

| Rákóczi Stadion, Kaposvár Nézőszám: 3 000 Játékvezető: Andó-Szabó Sándor (magyar) |

| 25. forduló 2006. április 29. 18:00 |

| Kaposvári Rákóczi    | 1 – 3   | MTK Budapest                                         |
| -------------------- | ------- | ---------------------------------------------------- |
| Oláh 31' Kriston 67' | (1 – 2) | Czvitkovics 36' Kanta 45' Hrepka 76' Rodenbücher 88' |

| Rákóczi Stadion, Kaposvár Nézőszám: 2 500 Játékvezető: Gergely Sándor (magyar) |

| 26. forduló 2006. május 6. 19:00 |

| Győri ETO                               | 4 – 0   | Kaposvári Rákóczi         |
| --------------------------------------- | ------- | ------------------------- |
| Bajzát 9' 35' Granát 12' 31' Mátyus 21' | (4 – 0) | Petrók 4' André Alves 89' |

| ETO Park, Győr Nézőszám: 350 Játékvezető: Mészáros István (magyar) |

| 27. forduló 2006. május 14. 11:30 |

| Kaposvári Rákóczi        | 1 – 2   | Újpest                                                             |
| ------------------------ | ------- | ------------------------------------------------------------------ |
| André Alves 59' Máté 40' | (0 – 1) | Kovács 20' Tóth N. 64' (11-esből) Kőhalmi 15' Tóth B. 78' Erős 80' |

| Rákóczi Stadion, Kaposvár Nézőszám: 5 000 Játékvezető: Szabó Zsolt (magyar) |

| 28. forduló 2006. május 19. 19:00 |

| Diósgyőr                                                          | 5 – 2   | Kaposvári Rákóczi                                  |
| ----------------------------------------------------------------- | ------- | -------------------------------------------------- |
| Sipeki 33' 54' Binder 45' 90+3' Jeremiás 71' Elek 61' Faggyas 82' | (2 – 1) | Oláh 34' 90+2' 48' Tereánszki-Tóth 26' Kriston 61' |

| DVTK-stadion, Miskolc Nézőszám: 3 000 Játékvezető: Solymosi Péter (magyar) |

| 29. forduló 2006. május 27. 19:00 |

| Kaposvári Rákóczi                                        | 4 – 1   | Vasas                                       |
| -------------------------------------------------------- | ------- | ------------------------------------------- |
| Vasiljević 19' Kriston 47' 49' André Alves 71' Finta 19' | (1 – 0) | Gyánó 74' Kapič 29' Zováth 70' Bárányos 80' |

| Rákóczi Stadion, Kaposvár Nézőszám: 2 000 Játékvezető: Kassai Viktor (magyar) |

| 30. forduló 2006. június 3. 18:00 |

| Rákospalotai EAC | 0 – 3   | Kaposvári Rákóczi                                               |
| ---------------- | ------- | --------------------------------------------------------------- |
| Nagy 90'         | (0 – 0) | André Alves 47' Zsolnai 62' Pintér 76' Finta 52' Vasiljević 77' |

| Budai II László Stadion, Budapest Nézőszám: 1 200 Játékvezető: Solymosi Péter (magyar) |

#### Végeredmény
|    | Csapat            | Játszott | Gy | D  | V  | L  | K  | GK  | Pont |
| -- | ----------------- | -------- | -- | -- | -- | -- | -- | --- | ---- |
| 1  | Debreceni VSC     | 30       | 20 | 8  | 2  | 69 | 34 | +35 | 68   |
| 2  | Újpest            | 30       | 20 | 5  | 5  | 74 | 37 | +37 | 65   |
| 3  | FC Fehérvár       | 30       | 19 | 7  | 4  | 52 | 24 | +28 | 64   |
| 4  | MTK Budapest      | 30       | 18 | 6  | 6  | 65 | 33 | +32 | 60   |
| 5  | FC Tatabánya      | 30       | 11 | 8  | 11 | 46 | 45 | +1  | 41   |
| 6  | Ferencváros       | 30       | 10 | 11 | 9  | 43 | 38 | +5  | 41   |
| 7  | Kaposvári Rákóczi | 30       | 10 | 7  | 13 | 35 | 41 | -6  | 37   |
| 8  | Diósgyőr          | 30       | 10 | 7  | 13 | 33 | 44 | -11 | 37   |
| 9  | Győri ETO         | 30       | 9  | 9  | 12 | 47 | 50 | -3  | 36   |
| 10 | FC Sopron         | 30       | 9  | 8  | 13 | 39 | 39 | 0   | 35   |
| 11 | Zalaegerszegi TE  | 30       | 9  | 8  | 13 | 42 | 47 | -5  | 35   |
| 12 | Pécsi MFC         | 30       | 8  | 9  | 13 | 37 | 41 | -4  | 33   |
| 13 | Budapest Honvéd   | 30       | 8  | 9  | 13 | 33 | 52 | -19 | 33   |
| 14 | Rákospalotai EAC  | 30       | 7  | 5  | 18 | 30 | 59 | -29 | 26   |
| 15 | Vasas             | 30       | 5  | 10 | 15 | 32 | 47 | -15 | 25   |
| 16 | Lombard Pápa      | 30       | 5  | 7  | 18 | 30 | 76 | -46 | 22   |

1. ↑  Intertotó-kupa induló

#### Helyezések fordulónként
| Forduló  | 1  | 2  | 3  | 4  | 5  | 6  | 7  | 8  | 9  | 10 | 11 | 12 | 13 | 14 | 15 | 16 | 17 | 18 | 19 | 20 | 21 | 22 | 23 | 24 | 25 | 26 | 27 | 28 | 29 | 30 |
| -------- | -- | -- | -- | -- | -- | -- | -- | -- | -- | -- | -- | -- | -- | -- | -- | -- | -- | -- | -- | -- | -- | -- | -- | -- | -- | -- | -- | -- | -- | -- |
| Helyszín | I  | O  | I  | O  | I  | O  | I  | O  | I  | I  | O  | I  | O  | I  | O  | O  | I  | O  | I  | O  | I  | O  | I  | O  | O  | I  | O  | I  | O  | I  |
| Eredmény | V  | V  | V  | GY | D  | D  | D  | D  | V  | V  | GY | V  | V  | GY | GY | D  | V  | D  | V  | D  | GY | GY | GY | GY | V  | V  | V  | V  | GY | GY |
| Helyezés | 14 | 15 | 16 | 12 | 12 | 11 | 12 | 12 | 14 | 14 | 13 | 14 | 15 | 15 | 13 | 13 | 13 | 13 | 13 | 13 | 13 | 13 | 10 | 8  | 10 | 11 | 11 | 13 | 11 | 7  |

Helyszín: O = Otthon; I = Idegenben. Eredmény: GY = Győzelem; D = Döntetlen; V = Vereség.

#### Eredmények összesítése
Az alábbi táblázatban összesítve szerepelnek a Kaposvári Rákóczi FC 2005/06-os bajnokságban elért eredményei.
| Ősz/tavasz (forduló)    | Otthon | Otthon | Otthon | Otthon | Otthon | Otthon | Otthon | Idegenben | Idegenben | Idegenben | Idegenben | Idegenben | Idegenben | Idegenben |
| Ősz/tavasz (forduló)    | M      | GY     | D      | V      | LG–KG  | GK     | P      | M         | GY        | D         | V         | LG–KG     | GK        | P         |
| ----------------------- | ------ | ------ | ------ | ------ | ------ | ------ | ------ | --------- | --------- | --------- | --------- | --------- | --------- | --------- |
| Őszi szezon (1–15.)     | 7      | 3      | 2      | 2      | 7–6    | +1     | 11     | 8         | 1         | 2         | 5         | 6–13      | –7        | 5         |
| Tavaszi szezon (16–30.) | 8      | 3      | 3      | 2      | 13–9   | +4     | 12     | 7         | 3         | 0         | 4         | 9–13      | –4        | 9         |
| Összesen (1–30.)        | 15     | 6      | 5      | 4      | 20–15  | +5     | 23     | 15        | 4         | 2         | 9         | 15–26     | –11       | 14        |

## Külső hivatkozások
- A csapat hivatalos honlapja (magyarul)
- A csapat mérkőzései a transfermarkt.de-n (németül)